# 死神的十字路口
《死神的十字路口》（羅馬化：See Prang），2008年泰国恐怖電影，屬多段式電影。由翁乙·汤伉栋、班庄·比辛达拿刚、柏德潘·王般和巴域·普瑞克潘也执导。

## 剧情

### 鬼敲门（เหงา），翁乙·汤伉栋執導
威尔尼斯坦的索菲娅公主的儿子收到女友发来的分手短信，便走到一辆出租车前撞死。出租车翻了，导致车上的年轻女子宾骨折。宾腿上打了石膏，终日待在自己的公寓里。几个月后，她向去清迈露营的男朋友朴（朴是誰睡中間（คนกลาง）的人）抱怨说，她感到很孤独。每天晚上，宾都会和一个陌生人互发短信交谈，这个看似友好的陌生人想和她交朋友。陌生人说，他在某个逼仄的地方待了整整100天，并且奇怪的是，只有在晚上才能联系到他。陌生人想和宾交换照片，宾笑着照了张相发给他，陌生人却把这张照片又发了回来，并说他就在她身边。照片中，在宾的旁边可以看到一张鬼脸。宾上网查找近期的讣告，发现威尔尼斯坦索菲娅公主的儿子去世，下葬时带着一部手机，好让他和母亲索菲娅公主互通音信，或者孤独的时候能与其他人联系。随后，宾收到了陌生人的短信，他说现在要去她家。陌生人来的路上，灯一盏一盏熄灭，他到宾家后，便把宾扔出窗外摔死。

### 以牙还牙（ยันต์สั่งตาย），巴域·普瑞克潘也执导
书呆子义看到平等几位同学吸毒，结果遭到他们殴打。平担心他们会把义打死，但却未能阻止霸凌。义利用宾死不瞑目的照片给他们下咒，被诅咒者如果看了义，便会死去。他们果然一个接一个地死掉。虽然平未曾打过义，但义没有放过她，因为义被打时她在边上看，并没有帮他。最后，为了破除诅咒，平挖出了自己的眼睛。

### 谁睡中间（คนกลาง），班庄·比辛达拿刚執導
埃、德、朴和钦是四个泛舟爱好者，某天在清迈漂流，晚上，埃告诉另外三人，如果他死了，下一个死的将会是睡在中间的人。第二天漂流时，小船翻了，钦在水中呼救，埃跳下水把钦救起，埃却失踪了。其余的人都很害怕，回营地后，为谁睡在中间而争论。晚上，埃回到营地，但是后来发生的怪事让三人怀疑回来的是埃的鬼魂。然后钦发现了埃的尸体。三人跑到树林里，却发现了自己的尸体。原来，他们四个人都死了，但只有埃接受了死亡的事实。

### 死亡班机（เที่ยวบิน 224），柏德潘·王般執導
空姐平（พิมพ์，与《以牙還牙》的平พิ้งค์不是同一人）和威尔尼斯坦的索菲娅公主的丈夫有婚外情。一天，索菲娅公主点名要平登上自己的专机为她服务，原定与她同机的空姐兑则由于兄弟德在清迈溺水身亡而无法前来。公主因对平午餐中的虾过敏而死。威尔尼斯坦王室要求立即将她的尸体送回国火葬。机方要求平留在机上护送尸体回国。途中，公主挣脱裹尸布。飞机着陆后，人们在索菲娅公主尸体前的地板上发现了平的尸体。

## 演员
- 玛妮拉·坎姆雯 饰 宾（ปิ่น）（鬼敲門）
- 阿萍雅·萨库尔加伦苏 饰 平（พิ้งค์）（以牙還牙）
- 甘达帕·彭蓬帕差拉素 饰 埃（เอ）（在水中央）
- 纳塔蓬·查特蓬 饰 德（เต๋อ）（在水中央）
- 邦沙敦·宗威拉克 饰 朴（เผือก）（在水中央）
- 奥特鲁·空拉西 饰 钦（ชิน）（在水中央）
- 赖拉·邦雅淑 饰 平（พิมพ์）（死亡班機）

## 发行
影片于2008年4月25日首映，2008年10月20日参加多倫多暗黑影展，2009年1月23日参加鹿特丹国际电影节在欧洲首映，2010年5月10日在英国非戏院首映。

## 续集
续集《鬼5虐》于2009年发行。